# Alkborough
Alkborough is een civil parish in het bestuurlijke gebied North Lincolnshire, in het Engelse graafschap Lincolnshire met 458 inwoners.